# Skärsjö, Halland
Skärsjö är en sjö i Falkenbergs kommun i Halland och ingår i Ätrans huvudavrinningsområde. Sjön är 17,5 meter djup, har en yta på 0,579 kvadratkilometer och befinner sig 134,1 meter över havet. Sjön avvattnas av vattendraget Skärven. Vid provfiske har abborre, gädda och mört fångats i sjön.

## Delavrinningsområde
Skärsjö ingår i det delavrinningsområde (632616-131509) som SMHI kallar för Mynnar i Ätran. Medelhöjden är 133 meter över havet och ytan är 8,23 kvadratkilometer. Det finns inga avrinningsområden uppströms utan avrinningsområdet är högsta punkten. Skärven som avvattnar avrinningsområdet har biflödesordning 2, vilket innebär att vattnet flödar genom totalt 2 vattendrag innan det når havet efter 33 kilometer. Avrinningsområdet består mestadels av skog (79 %). Avrinningsområdet har 0,58 kvadratkilometer vattenytor vilket ger det en sjöprocent på 7 %.